# Piéride de Tenerife
Euchloe belemia eversi, Euchloe eversi
Sous-espèce
La Piéride de Tenerife est un lépidoptère endémique des Canaries, de la famille des Pieridae, dans la sous-famille des Pierinae et du genre Euchloe. Ce taxon est considéré comme étant une sous-espèce de Euchloe belemia (sous le taxon Euchloe belemia eversi), mais il est également parfois considéré comme étant une espèce à part entière, Euchloe eversi,.

## Taxonomie

### Nom scientifique
Selon le GBIF et Fauna Europaea, Euchloe eversi est un taxon valide, et l'espèce a été décrit par Karl Stamm (d) en 1963,.
Cependant, ce statut d'espèce est discuté. Une étude menée en 2009 sur l'ADN mitochondrial des Euchloe des Canaries ne considère pas la distance phylogénétique comme étant suffisante pour être une espèce à part entière. Cependant, cette étude confirme bien le statut de sous-espèce et l'appellation Euchloe belemia eversi.

### Publication originale
- (de) Karl Stamm, « Beitrag zur Lepidopterenfauna der Kanaren », Entomologische Zeitschrift, Francfort-sur-le-Main, vol. 73,‎ 1963, p. 45-52 (ISSN 0013-8843).

## Description
Légèrement plus petite que les homologues Euchloe belemia du continent, ce taxon est difficilement discernable sans analyses génétique. Cependant, elle est la seule sous-espèce présente sur l'île de Tenerife, dont elle est endémique.

## Biologie
Ce papillon se retrouve dans les milieux ouverts d'altitude sur l'île de Tenerife, au delà de 1500-1800 m,,. Sa chenille se développe sur Descurainia bourgeana.
Les papillons émergent en avril et jusqu'à la fin de l'été.

## Distribution
Euchloe belemia eversi est endémique de l'île de Tenerife, dans les Canaries en Espagne,,.